# Rostocker Heide

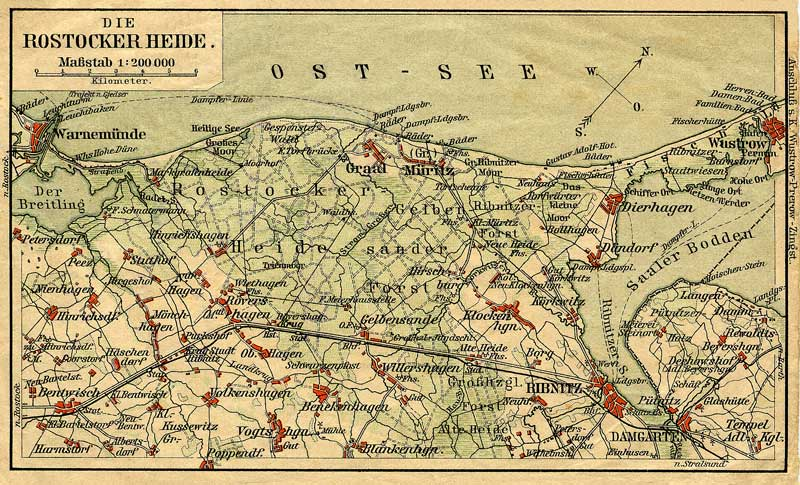
Karte der Rostocker Heide von 1912

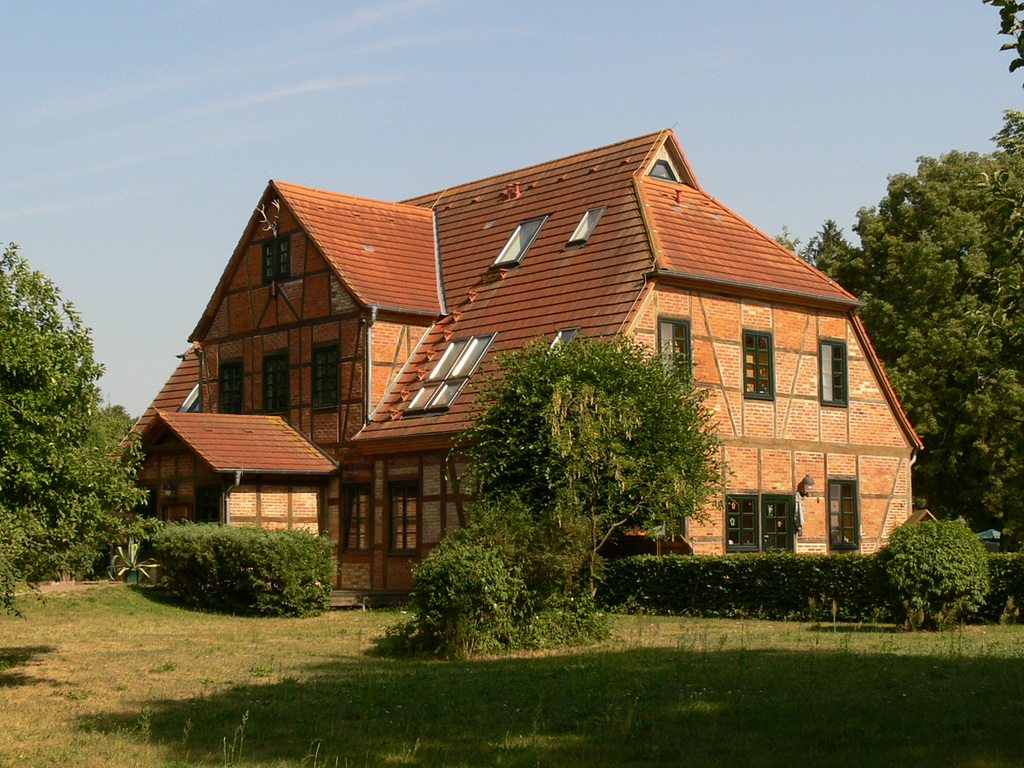
Das Forsthaus Wiethagen. Sitz des Stadtforstamtes Rostock

Die Rostocker Heide, ein Waldgebiet nordöstlich von Rostock, ist seit 1252 im Besitz der Hansestadt Rostock. Mit einer Gesamtfläche von etwa 6000 ha ist es der größte geschlossene Küstenwald in Deutschland. Durch den Besitz der Rostocker Heide gehört Rostock heute zu den fünf größten kommunalen Waldbesitzern in Deutschland.
Im Landkreis Rostock gibt es das Amt Rostocker Heide mit Sitz in der Gemeinde Gelbensande.

## Geographie
Das Waldgebiet im Nordosten der Stadt Rostock ist Teil der „Nordöstlichen Heide Mecklenburgs“. Dieses umfasst die Rostocker Heide, den Gelbensander Forst, den Forst Alte Heide und einen Teil des Ribnitzer Forstes. Das Waldgebiet ist der Rest eines Urwaldes, der einst von den Niederlanden bis Pommern reichte.
Die Rostocker Heide reicht im Nordwesten direkt bis zur Ostsee zwischen dem Ostufer des Breitling, Markgrafenheide und dem westlich von Graal-Müritz liegenden Wiedort. Die nordöstliche Grenze des Gebiets folgt der Wiedortschneise und dann bachaufwärts dem Stromgraben, vorbei an Meyers Hausstelle bis an die Bundesstraße 105. Im Osten bildet die Rostocker Heide mit dem Gelbensander Forst ein zusammenhängendes Waldgebiet.  Die südliche Grenze der Rostocker Heide verläuft in westlicher Richtung zwischen Rövershagen und Wiethagen hindurch bis oberhalb Niederhagens und vorbei an Jürgeshof und Stuthof wieder zum Breitling.
Für die Bewirtschaftung der Heide ist das Stadtforstamt Rostock als Eigentümer und untere Naturschutzbehörde zuständig. Die Rostocker Heide ist in die Forstreviere Schnatermann, Hinrichshagen, Torfbrücke und Wiethagen geteilt.
5.177 ha der Rostocker Heide sind Holzbodenfläche (baumbestandene Fläche), 827 ha Nichtholzbodenfläche (Moore, Wiesen, Schilfgebiete). Ein weit verzweigtes Netz von Gräben und Bächen durchzieht das Gebiet, u. a. der Rohrbach, der Feuerstellenbach, der Stromgraben und der Radelbach. Die größten Wasserflächen sind der Heiligensee – fast rund, mit einem Durchmesser von etwa 250 Meter – und der ost-westlich gestreckte Radelsee, der etwa 1200 Meter lang und an seiner breitesten Stelle 350 Meter breit ist. Nur wenige kleine Hügel, wie den Dachsberg südöstlich von Torfbrücke, den Buchenberg beim Schnatermann, den Budenberg nordöstlich des Heiligensees und den Kastanienberg findet man in der Rostocker Heide. Westlich des Ortes Torfbrücke trägt der Küstenwald den Namen Gespensterwald, da die Buchen in diesem Wäldchen unter dem ständigen Einfluss des Seewindes verkümmert und verkrüppelt sind. Einige Heideflächen auf ehemals militärisch genutzten Flächen in den Revieren Hinrichshagen und Wiethagen werden gepflegt. Militärbunker wurden zu Winterquartieren für Fledermäuse umgerüstet.
Die gesamte Rostocker Heide ist Landschaftsschutzgebiet. Drei Teilgebiete sind als Naturschutzgebiete ausgewiesen: Heiligensee und Hütelmoor (540 ha), Radelsee (218 ha) und Schnatermann (54 ha).
Das Hauptwegenetz für Wanderer und Radfahrer ist etwa 61 km lang. Der internationale Ostseeküsten-Radweg (EV10) führt von Hohe Düne nach Graal-Müritz durch die Rostocker Heide. Durch das Gebiet führt in Nord-Süd-Richtung die Bahnlinie von Rövershagen nach Graal-Müritz, am Südrand verläuft die Bahnstrecke Stralsund–Rostock parallel zur Bundesstraße 105.

## Geschichte
1252 wütete ein Brand in Rostock. Die Stadt kaufte nun nicht das Holz zum Wiederaufbau, sondern am 25. März 1252 von Borwin III. 6000 Hektar der heute noch etwa 12.000 Hektar großen Nordöstlichen Heide Mecklenburgs, die heutige Rostocker Heide.
Mitten in der Heide soll Wallenstein, der bedeutende Feldherr des Dreißigjährigen Krieges, gelagert haben, bevor er weiter nach Stralsund zog.

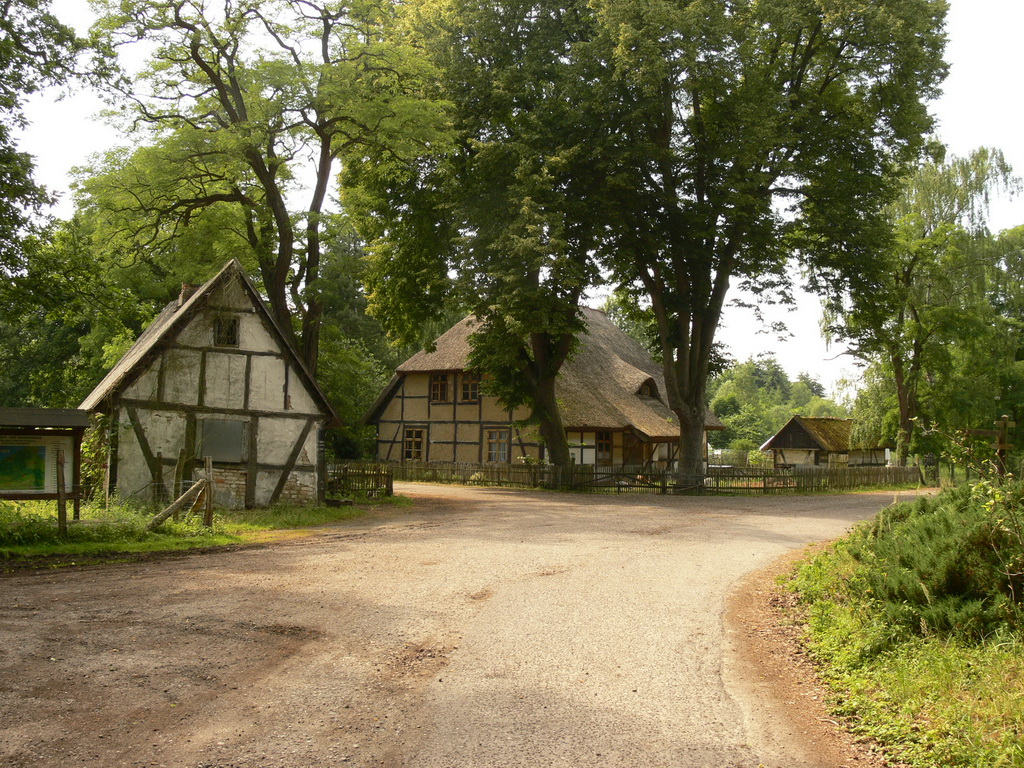
Meyers Hausstelle (Gehöft in der Rostocker Heide)

Obwohl schon seit Jahrhunderten durch den Kauf der Rostocker Heide im Besitz der Stadt Rostock, wurden erst am 9. Dezember 1924 die Orte Hinrichshagen, Markgrafenheide, Meyers Hausstelle, Schnatermann, Torfbrücke, Waldhaus und Wiethagen administrativ nach Rostock eingemeindet.
Während des Zweiten Weltkrieges wurde im Wald, etwa drei Kilometer nordöstlich von Wiethagen, auf 97 Hektar ein Auslagerungsbetrieb der Rostocker Ernst Heinkel Flugzeugwerke errichtet.
Nach den schweren Bombenangriffen des Jahres 1942 hatte man die Produktion in das Umland verlegt. Dazu wurde in Oberhagen das Außenlager Rostock-Schwarzenpfost des KZ Ravensbrück errichtet. Bis zu 1500 Häftlinge, die täglich aus Oberhagen zu Fuß kamen oder aus Rostock mit dem Zug gebracht wurden, mussten hier in den Heinkel Werken arbeiteten. Am 30. April 1945 wurde das Lager geräumt und die Häftlinge in Richtung Warnemünde getrieben. Nach dem Krieg wurden die Anlagen abgebaut und als Reparationsleistungen in die Sowjetunion gebracht; die Gebäude wurden gesprengt.

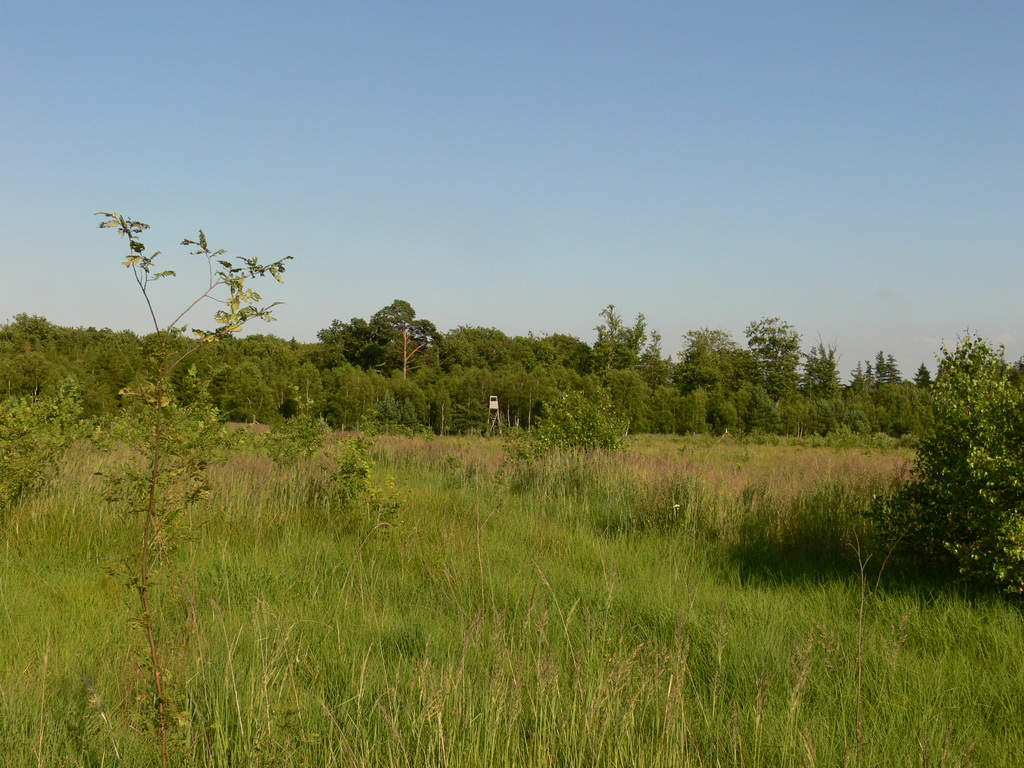
Renaturierter Schießplatz Wiethagen

Zu DDR-Zeiten gab es in der Rostocker Heide anfangs einen Schießplatz unweit Wiethagens, dann auch einen an der Küste und bei Hinrichshagen, später kamen Flugabwehrraketen mit Kasernen, Bunkern und Munitionsdepots hinzu. 1989 waren es dann 2600 Hektar der Rostocker Heide, die von der Armee genutzt wurden.
1957 wurden 540 ha als Naturschutzgebiet Heiligensee und Hütelmoor ausgewiesen. Ebenfalls 1957 wurde das Naturschutzgebiet Schnatermann eingerichtet, das 1961 wieder verkleinert wurde. Ab 1975 wurde die Grünlandnutzung jedoch ohne Rücksichtnahme auf den Status als Naturschutzgebiet intensiviert. Die Flächen wurden durch ein Schöpfwerk entwässert, das Grünland umgebrochen und Gräser angesät.
Nach 1990 wurden die militärischen Anlagen beseitigt und letztendlich im Jahr 2000 die Nutzung des Schießplatzes bei Wiethagen eingestellt. Im Rahmen von EU-geförderten Maßnahmen wurden die Flächen renaturiert.
Seit Februar 1996 ist die gesamte Rostocker Heide Landschaftsschutzgebiet. Seit dem Jahr 2000 wird nach einem Beschluss der Rostocker Bürgerschaft der Wald FSC-zertifiziert bewirtschaftet.
Im Sommer 2006 wurde in der Nähe Wiethagens der Rostocker Ruheforst eingeweiht.

## Flora und Fauna

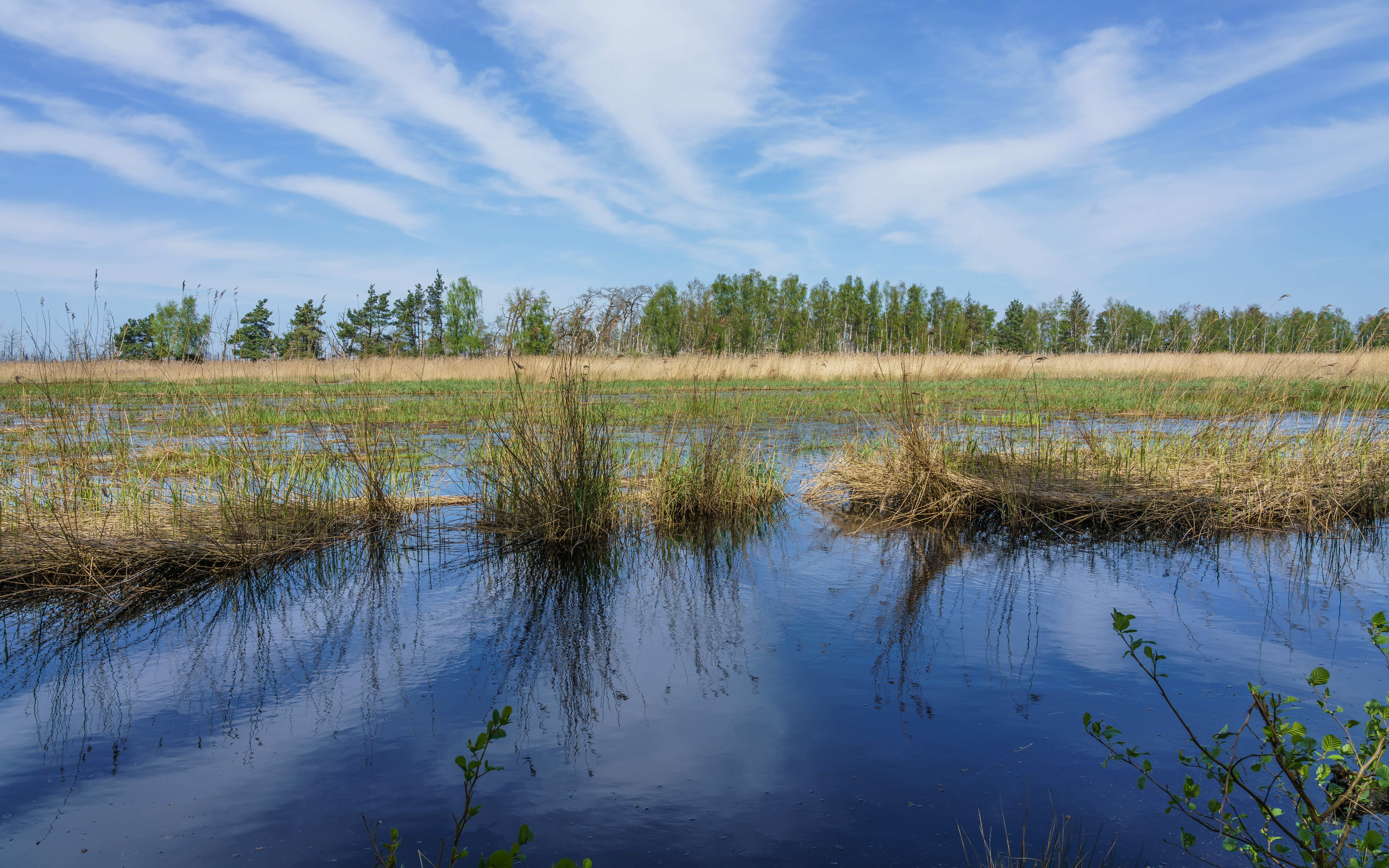
Das Hütelmoor

Auf den Waldflächen der Rostocker Heide stehen zu 53 % Nadelbäume (hauptsächlich Kiefern, Fichten und Lärchen). Die Kiefern machen 33 % des gesamten Baumbestandes aus. Bei Laubbäumen (47 % des Bestandes) sind am stärksten Buchen (12 %), Eichen (11 %) und Birken vertreten.
827 ha der Rostocker Heide sind Moore, Schilfgebiete und Wiesen. Dort findet man Kleinröhrichte mit Sumpfbinsen, in denen viele Insekten leben, Sumpfdotterblumen und Orchideen, Eisvögel, Kraniche und Seeadler, alte Eiben, Stechpalmen und Elsbeeren; es gibt Lungenenzian auf wechselfeuchten Wiesen, Läusekraut und viele andere Pflanzen und Tiere.  1997 wurden in Zusammenarbeit mit dem Naturschutzbund Deutschland (NABU) Verbesserungen der Lebensbedingungen für Lurche und Kriechtiere an sechs Kleingewässern erreicht. Besonders umfangreich ist die Artenvielfalt in den drei Naturschutzgebieten, von denen ein Teil als Totalreservat ausgewiesen ist.

## Museen, Sehenswürdigkeiten und Gedenkstätten

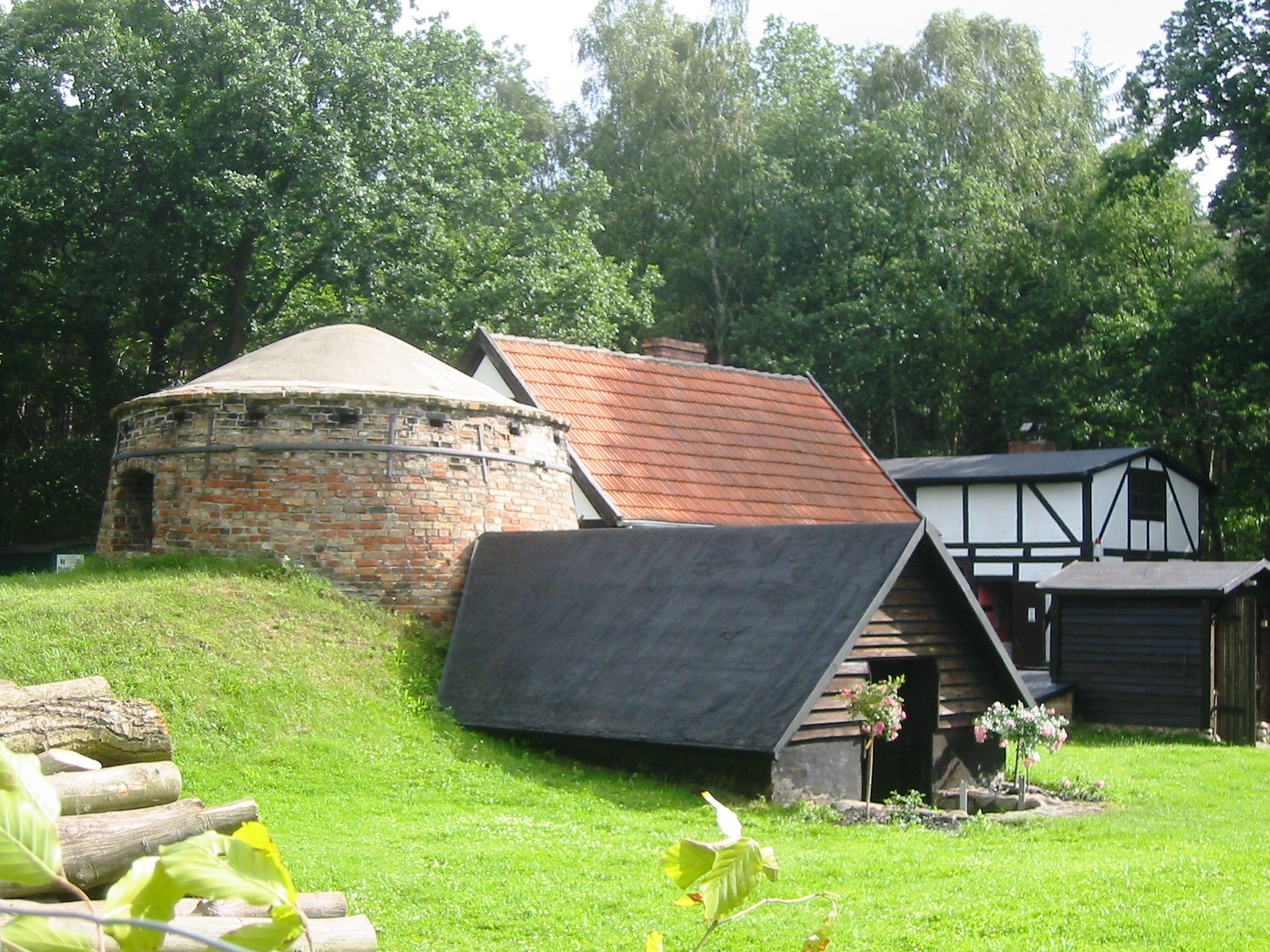
Forst- und Köhlerhof Wiethagen

Die Geschichte der Herstellung von Holzkohle und Teer wird im Forst- und Köhlerhof Wiethagen gezeigt. Das Köhlerhaus sowie die beiden noch vorhandenen Teeröfen wurden 1984 zu einem Technischen Denkmal erklärt.
In der ehemaligen Revierförsterei Schnatermann befindet sich ein gleichnamiges Ausflugslokal. Das frühere Forsthaus Meyers Hausstelle wird seit 2003 als Gaststätte genutzt. Im an die Rostocker Heide angrenzenden Gelbensander Forst liegt das Jagdschloss Gelbensande mit Museum und Restaurant.
Einige Denkmale erinnern an Personen, deren Leben eng mit der Rostocker Heide verbunden war:
- Brandts-Kreuz (Lage) erinnert an den Jäger Brandt, der 1669 an dieser Stelle bei einem Jagdunfall ums Leben kam.
- Der Beckerstein (Lage) erinnert an den Forstinspektor Hermann Friedrich Becker aus Rövershagen, der die geregelte Forstwirtschaft in der Rostocker Heide begründete. 1793 legte er erstmals eine komplex vermessene Forstkarte der Heide vor. Er begründete auch das Schneisensystem in der Rostocker Heide. Mit Heinrich Cotta und Friedrich Pfeil zählt er zu den Begründern der deutschen Forstwirtschaft.
- An den Letzten einer Dynastie von Forstleuten erinnert der Garthe-Stein (Lage). Er ist dem Gedenken an den Forstinspektor Max Garthe jun. (1864–1915) gewidmet, der im Ersten Weltkrieg fiel.
- Charles Bencard (1877–1956) war der Nachfolger von Max Garthe jun., er sorgte für die Aufforstung der großen, durch den Krieg verursachten Kahlschläge. Ein Gedenkstein für ihn steht im Küstenwald nordöstlich des Heiligensees (Lage).
- Der Krause-Stein (Lage) ist dem Heimatforscher Ludwig Krause (1863–1924) gewidmet, der 1908 die Erforschung der Flurnamen in der Rostocker Heide begann.
- Westphalsruh. Dieser Platz und eine Gedenktafel erinnert an den bis 1980 hier wirkenden Revierförster Felix-Ernst Westphal aus Rövershagen (1911–1990). Um die Pflanzungs- und Saatarbeiten zu erleichtern und zu verbessern, ließ er landwirtschaftliche Geräte umarbeiten und legte umfangreiche Pflanzgärten und Baumschulen an.